# 적응적 기대
적응적 기대(適應的 期待, Adaptive expectation)과거의 자료를 바탕으로 예상오차를 조금씩 수정하여 미래를 예측하는 것이다. 예를 들어 작년 인플레이션을 통해 올해를 추정해보는 것이 이에 해당된다. 1960년대 통화주의학파는 경제주체들이 적응적 기대를 한다고 주장하였으며, 이는 1930년대 이전 고전학파가 주장한 합리적 기대와 상응되는 개념이다. 간단히 말해, 미래에 대한 기대는 과거의 정보들로부터 도출(환원)될 수 있다는 것이 이 이론의 핵심이다.

## 같이 보기
- 합리적 기대